# Kerry Woollen Mills

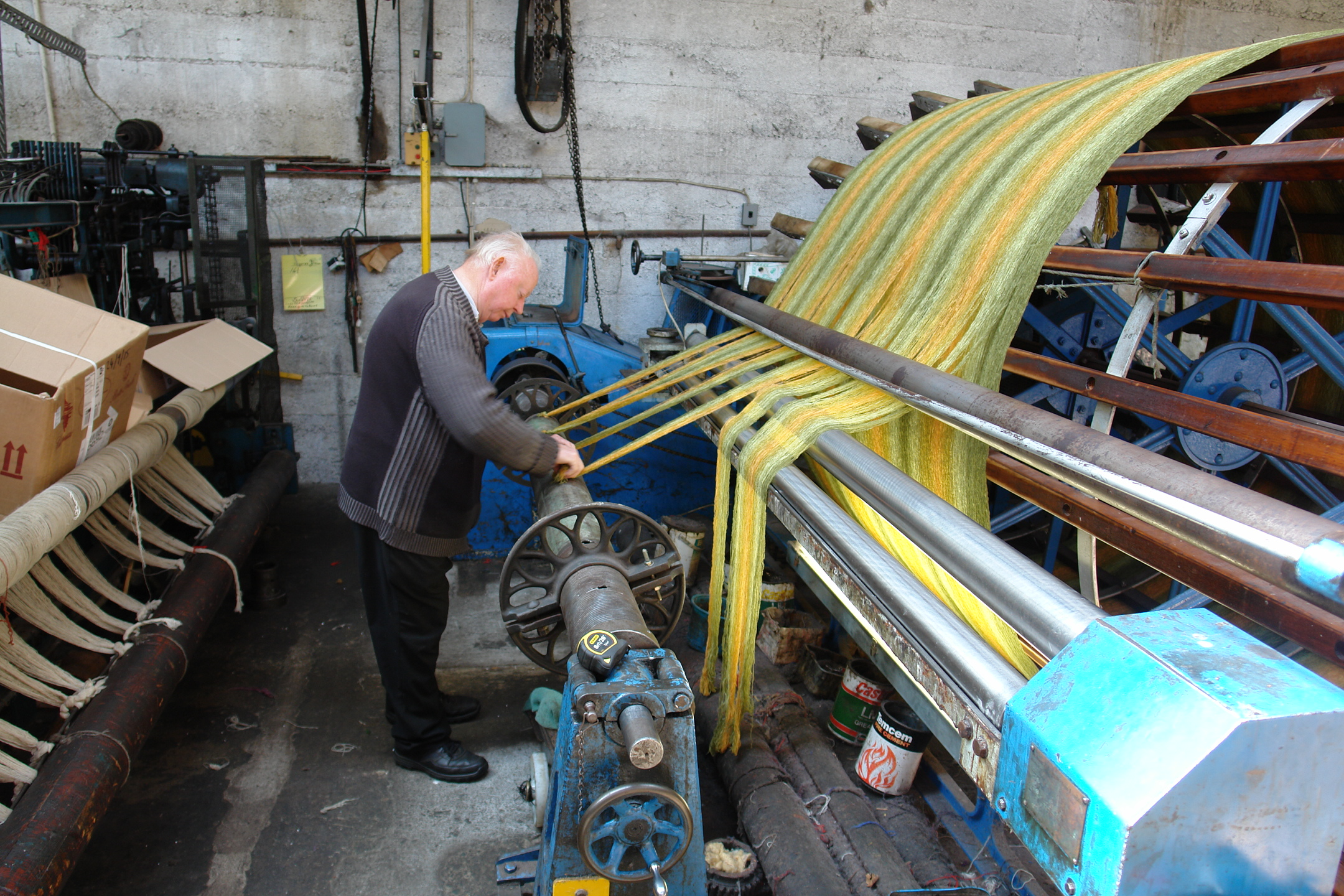
Kerry Woollen Mills

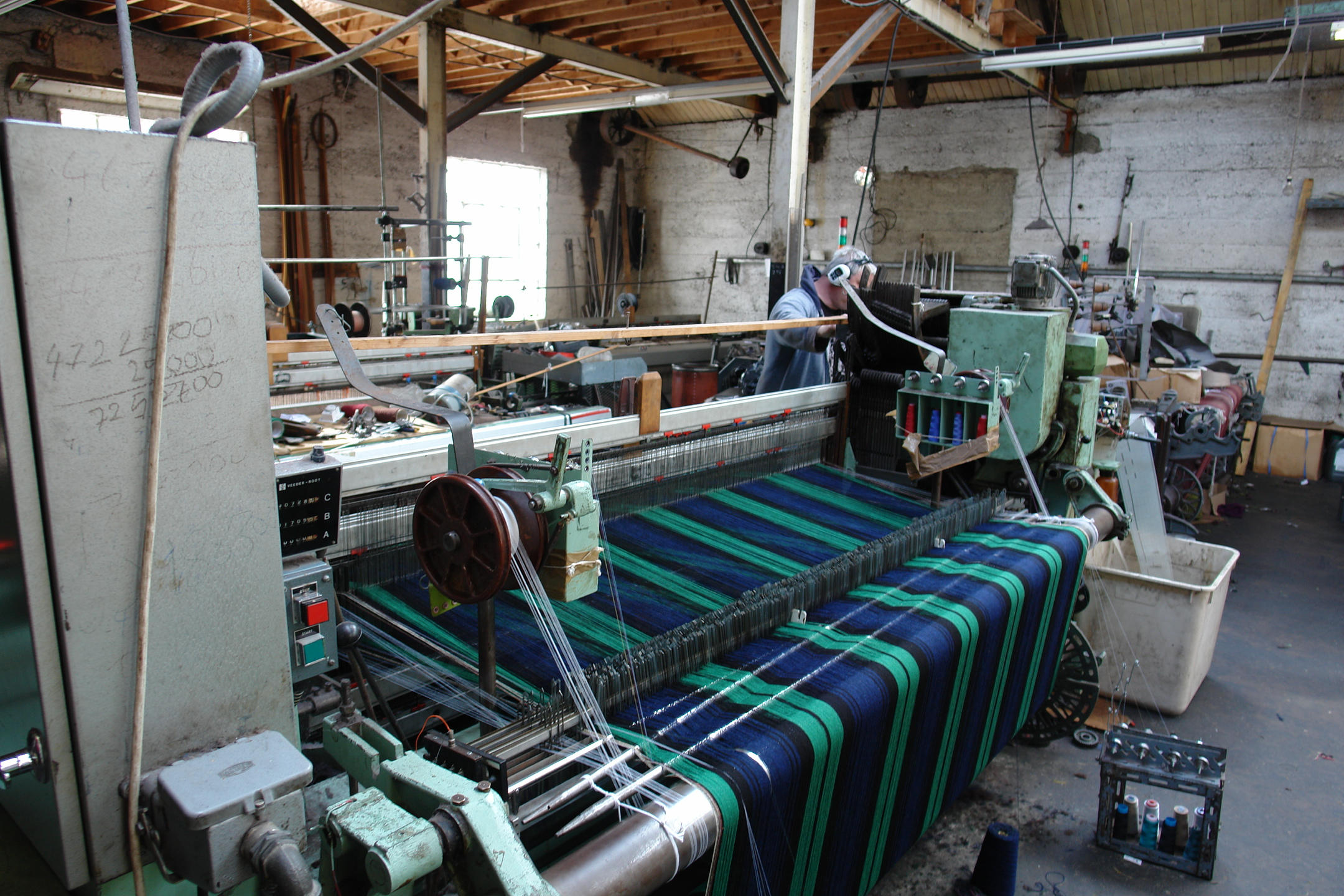
Einer der Webstühle der Kerry Woollen Mills

Die Kerry Woollen Mills sind eine historische Woll-Spinnerei und Weberei am Ring of Kerry in Irland.

## Geschichte
Die Kerry Woollen Mills sind einer der letzten verbliebenen traditionellen Wollverarbeitungs-Mühlen im County Kerry. Das Unternehmen wurde vor mehr als 300 Jahren gegründet. Die Maschinen wurde ursprünglich durch die Wasserkraft des Flusses Gweestin über ein Mühlrad und lederne Treibriemen angetrieben. Das Flusswasser wurde auch zum Waschen und Färben der Wolle verwendet. Die Mühle wurde 1904 von der Familie Eady erworben, die bereits in Fermanagh und Schottland langjährige Erfahrungen mit der Wollverarbeitung gewonnen hatte und heute die Mühle in der vierten Generation betreibt.
Die Mühle liegt in einer ländlichen Lage und viele ihrer historischen Gebäude werden noch genutzt. Die Maschinen wirken noch traditionell, obwohl sie über die Jahre modernisiert wurden. Die Wolle wird auf dem Gelände hinter dem Laden gesponnen, gefärbt und gewoben, und die fertigen Produkte werden vor Ort ausgestellt. Es ist ein faszinierendes Erlebnis, die Prozesse wie das Kardieren, Spinnen, Weben und die Textilveredelung im Rahmen einer Werksführung zu sehen, mit denen Naturfasertextilien und Modeartikel wie Umhängetücher, Schals, Wolldecken, Tweeds und Teppiche hergestellt werden.
Heute fokussiert sich das Unternehmen darauf, seine Produkte in traditionellen Farben und Designs für eine Marktnische herzustellen. Die Produkte werden an einen großen und loyalen Kundenstamm in folgenden Hauptsegmenten vertrieben: Hersteller von Kleidung und Kopfbedeckungen auf den Britischen Inseln benötigen vor allem Tweed, Hotels und Gasthäuser erwerben besondere Wolldecken, irische und ausländische Einzelhändler beschaffen sich die Produkte, um sie an Endkunden weiter zu verkaufen, und außerdem gibt es einen Markt für Spezialprodukte wie zum Beispiel im Pferdesport. Die Mühle verkauft außerdem im Fabrikverkauf und durch eigene Geschäfte direkt an Endkunden, insbesondere an amerikanische Touristen, die die Qualität traditionell hergestellter Naturfaserprodukte besonders zu schätzen wissen und die zumindest an der Westküste in einer ähnlichen Klimazone wie die Iren leben.